# Gompholobium shuttleworthii
Gompholobium shuttleworthii är en ärtväxtart som beskrevs av Meissner. Gompholobium shuttleworthii ingår i släktet Gompholobium och familjen ärtväxter. Inga underarter finns listade i Catalogue of Life.